# Яхимецкий, Здзислав
Здзислав (иногда Зджислав) Яхимецкий (7 июля 1882, Львов, Королевство Галиции и Лодомерии, Австро-Венгрия — 27 октября 1953, Варшава) — польский музыковед, педагог, дирижёр, композитор. Один из главных польских музыковедов XX столетия.

## Биография
Учился в консерватории в родном Львове, а затем в университете в Вене. Его учителями были Х. Ярецкий, С. Невядомский (композиция), Г. Адлер, (музыковедение), X. Греденер и А. Шёнберг.
Работал в Кракове. Преподавал, получил звание профессора. Также был лектором на Польском радио, редактором и публицистом. Читал лекции и в иностранных университетах (в основном о Шопене). Дирижировал симфоническими оркестрами. Изучал польскую и зарубежную музыку, исследовал творчество старинных композиторов Польши. Некоторые из их музыкальных произведений Яхимецкий подготовил к изданию. Пропагандировал редко исполняющиеся произведения, созданные поляками в разные исторические периоды.
Являлся членом Польской академии наук. Скончался в Кракове.

## Творчество
Осуществил переводы либретто нескольких опер и тексты многих песен на польский язык. Создал ряд хоровых сочинений и песен на слова польских поэтов. В 1913 году стал автором симфонической фантазии.
В 1958 году вышло собрание сочинений Яхимецкого.